# パスポート

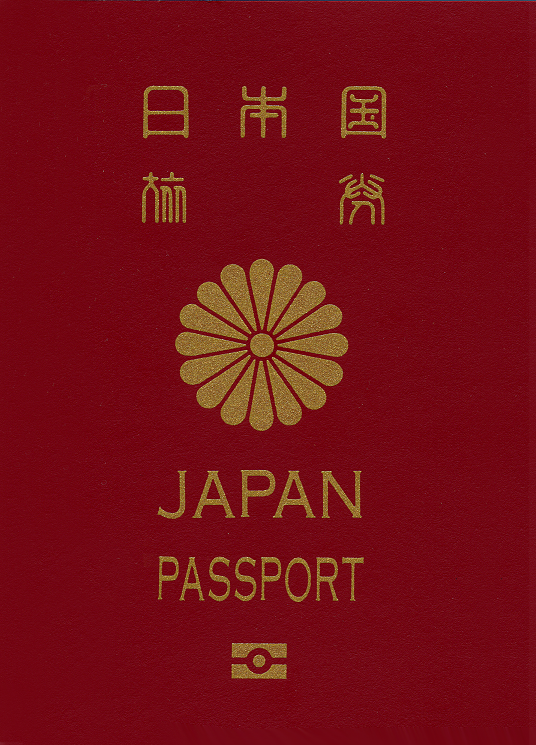
日本国旅券（10年間有効）

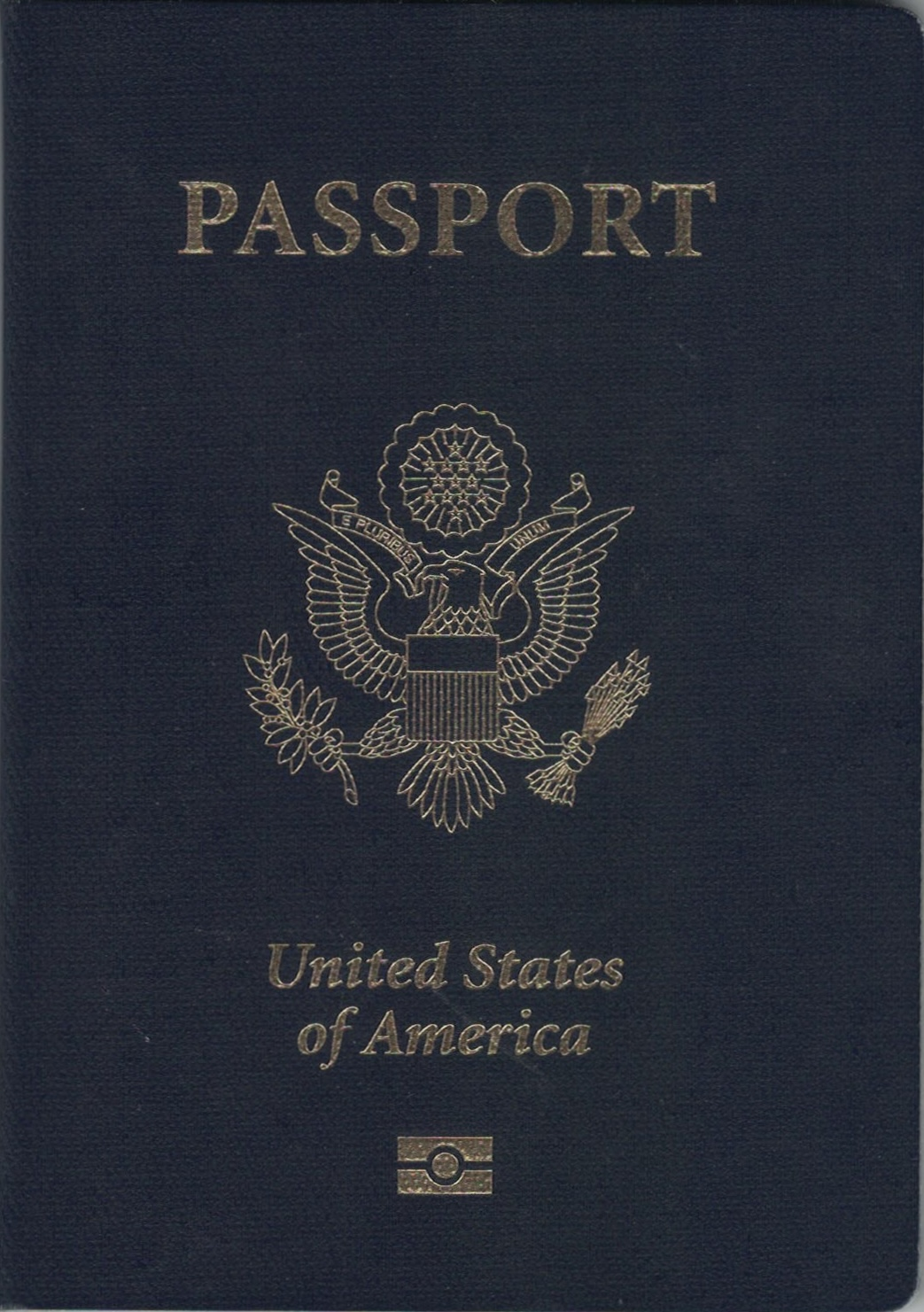
アメリカ合衆国旅券

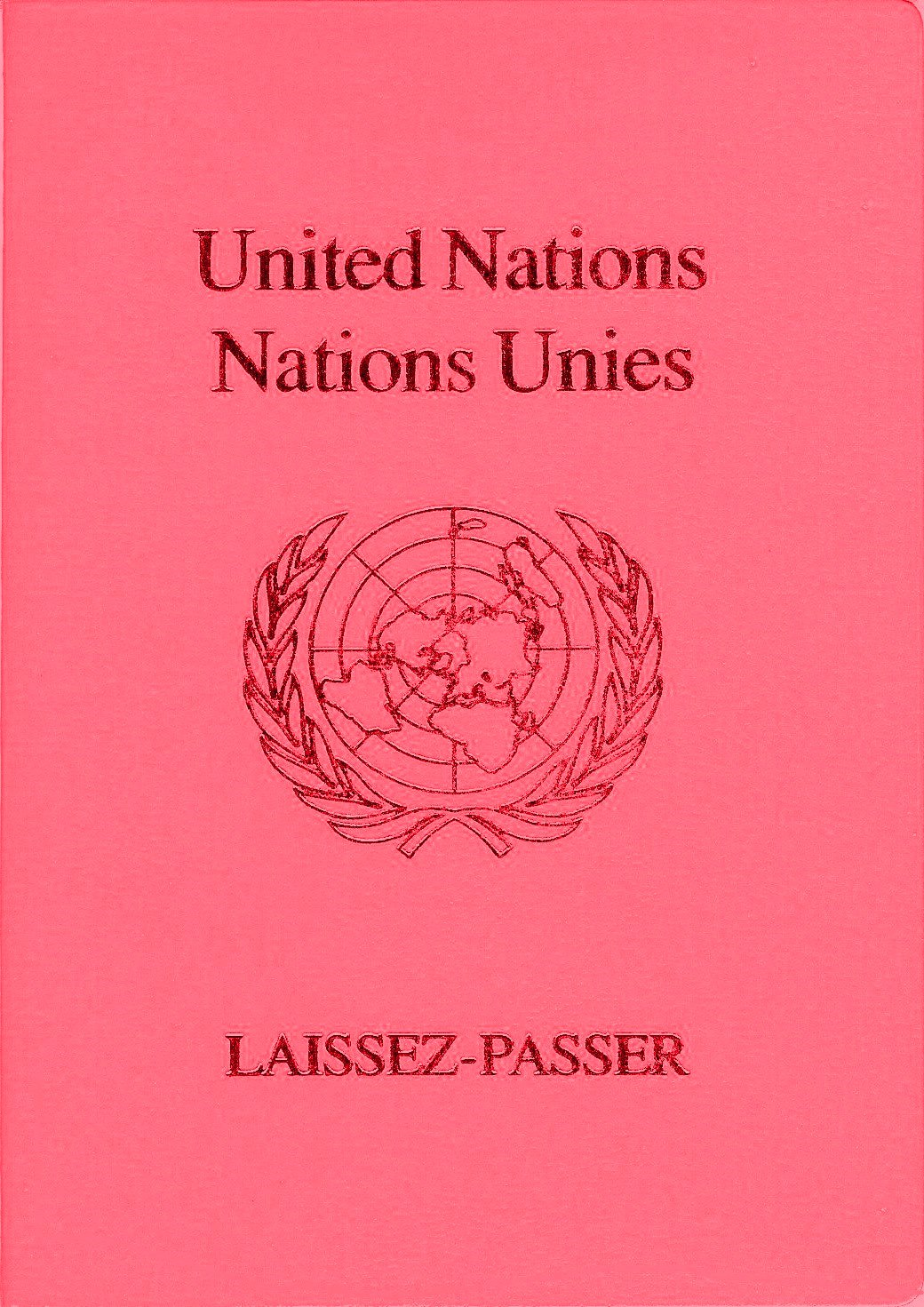
国連レッセ・パッセ（外交旅券相当の赤表紙。他に公用旅券相当の青表紙の物がある）

パスポート（仏: passeport、英: passport）または旅券（）とは、国籍およびその他身分に関する事項を証明し外国官庁に保護を依頼している、公的機関が交付する文書。

## 概要
パスポートは、国際的に通用する全世界共通の身分証明書として、出国者の属する政府によって発行される渡航文書である。
パスポートは、国際移動する場合に必要なものであり、査証（ビザ）は、パスポートに記入ないし貼付される。査証が渡航予定国の政府による入国推薦状であるのに対し、パスポートは国籍保有国の政府による、所持者の「渡航を認め」「国籍を有することを証明」し、渡航先の国家に対して「人身保護を要請する」書類である。パスポートに関する文書は、ICAO（国際民間航空機関）において標準化されている。
パスポートには身分事項として所持者の国籍・氏名・生年月日・性別が記載され、このほかに旅券番号・発行年月日・有効期限・発行機関なども記されている。また、パスポートに印刷される証明写真は、所持者の身元を明らかにするものとして、特に重要な役割を果たしている。
パスポートの記載では、本国（または居住国）の政府が外国当局に対し、所持者の安全のための措置を講じるよう、保護を要請しているのが通例である。
主権国家の中央政府が、特定の国民一人に対して発行する公的書類であり、言い換えれば「もっとも国際的通用度の高い身分証明書」である。

## 歴史
古くより、国境や地方の間には関所が設けられ、そこを通過するためには許可証を提示するという制度があった。日本でも朱印状や勘合など、海外との貿易において、その商人が「権力者が公的に認めた者」を記す書状はあった。これらはどの国家から誰に対しても発給することができた（江戸時代の日本の朱印状は、日本人以外でも、明や欧州の民にも発給されている）。また、その有効期限は非常に限定されており、通常一回の旅行用であった。これらが発展し、近代的な「所有者が国籍を持っている国家だけが発給し、なおかつ複数の旅行・複数の目的地で有効」という現代のパスポートの概念は、20世紀中頃から始まったものである。
ローマ帝国時代にはすでに形式ができており、『この旅行者に危害を加える者は、ローマ皇帝に宣戦布告したものとみなす』の一文（旅行者の人身保護規定文）が記入されていた。さらに古くは、紀元前14世紀のアマルナ文書に、ミタンニ王国がエジプトに派遣した使者の迅速かつ安全な通過をカナン諸国の諸王に求める内容の、円筒印章の押された外交・公用旅券に相当する粘土板書簡が見いだされている（EA30、大英博物館所蔵 BM 29841）。　
このように、初期のパスポートは現代の査証（ビザ）に類似しており、そのおもな機能は所有者の身分と国籍を証明するものである。1920年代まで、パスポートは一枚の紙面であった。現在の冊子形式のパスポートはイギリス帝国の市販製品に起源を持ち、それは入出国証印のための冊子が入った革の小物入れであった。数年後、英国政府が英国旅券でこのデザインを模倣した。
パスポート (passport) という言葉は、海の港（port （ポート））だけでなく、都市城壁の門（porte（ポルト））を通過する（pass （パス））ために要求された中世の文書が起源であると考えられる。中世ヨーロッパでは、かかる文書を、地方当局より誰にでも発給することができ、通常所有者に通過を許可した町や都市のリストが含まれていた。
フランスでは18世紀末の1793年、国内外を問わずすべてのフランス人旅行者に居住地の警察署が発行するパスポートの取得を義務づけた。この制度は19世紀中頃の1860年代まで続いた。当時のフランスではホテルに泊まるにも就職するにも、あらゆる場面でパスポートの提示が必須であった。犯罪歴のある人物には黄色いパスポートが発行され、あらゆる場面で差別を受けていた。この様子は小説『レ・ミゼラブル』の中で書かれている。
この時代、開かれた貿易地点であると考えられた海港への移動では、パスポートはあまり求められなかったが、そこから内陸の都市へと移動するには必要であった。初期パスポートは、必ずではないが多くの場合、所有者の身体に関する記述を、20世紀初頭の頃のみであるが写真とともに収容していた。

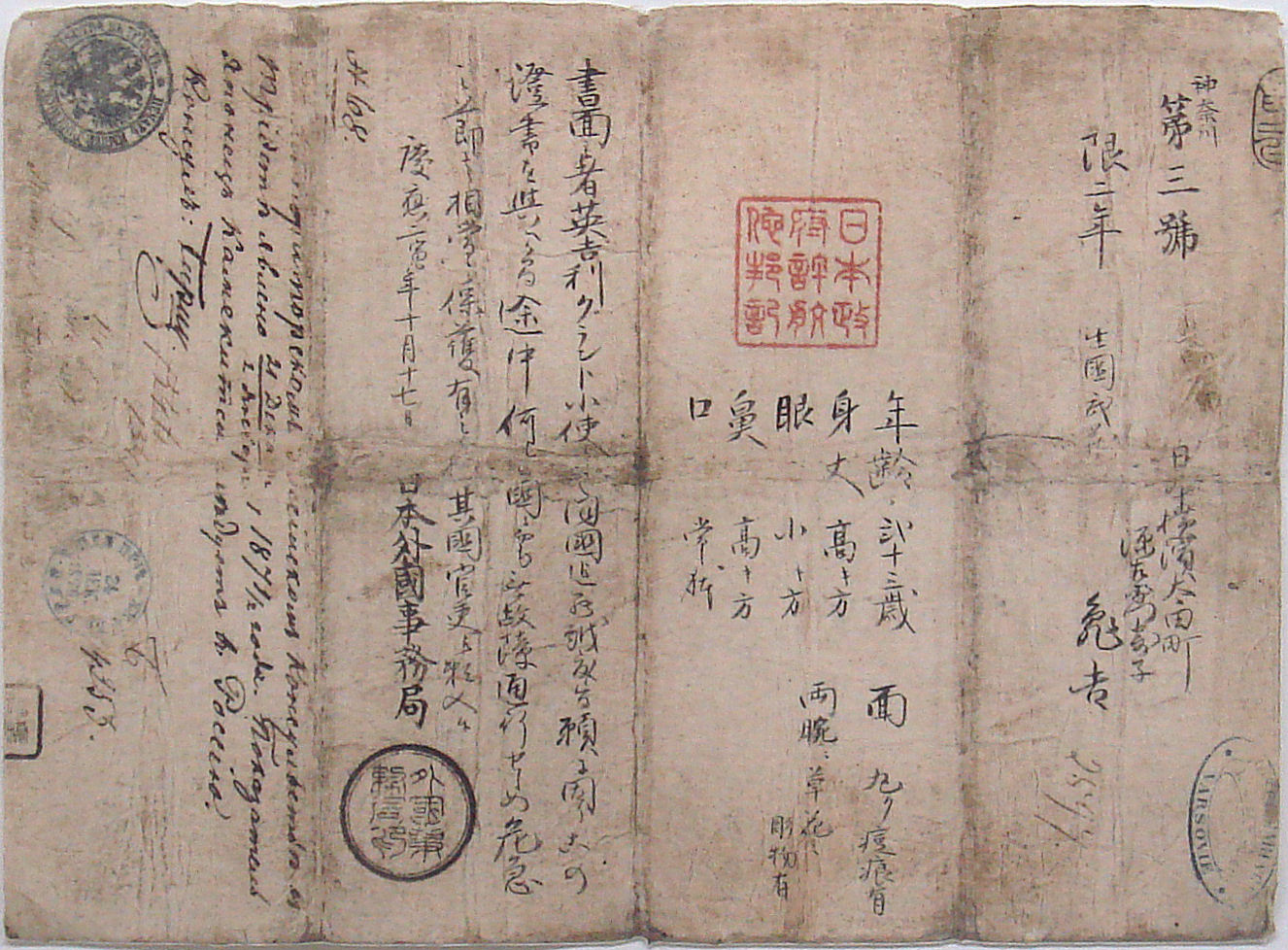
日本で初めて発行された18枚のうち、第3号を受けた亀吉の所持していた旅券

現存する日本最初のパスポートは、1866年（慶応2年）に江戸幕府がイギリスへ向かう曲芸師たち総勢18名の「日本帝国一座」に発行したものである。第1号は、隅田川浪五郎という人物。各人の住所・氏名・年齢（生年月日）以外に目・鼻・口・顔など写真が普及していない時代に顔の特徴が明記されていた。これら18枚のうち、第3号を発行された亀吉が持っていた旅券は、実物が今でも残っており、外交史料館に保管されている。当初は定められた名称がなく、「旅切手」「印章」「免状」などと呼ばれていた。「旅券」と定められたのは、1878年（明治11年）2月20日に外務省が布告第1号として発した「海外旅券規則」からである。これを由来として、2月20日は「旅券の日」という記念日となっている。なお、日本は1878年（明治11年）から1918年（大正7年）までの約40年間、日本人の渡航では外国の要求に応えて旅券を発給・提示していたが、入出国する外国人に対しては旅券の提示を求めていなかった。
第一次世界大戦のあと、国際連盟における International Conference on Passports, Customs Formalities and Through Tickets（仮訳：旅券、通関手続きと通し切符に関する国際協議会）、のちに国際連合の国際民間航空機関（ICAO）が、パスポートのレイアウトと機能についての標準化を勧告した。これらの勧告は、現代のパスポートを大きく方向づけてきた。

## パスポートの発行と種類

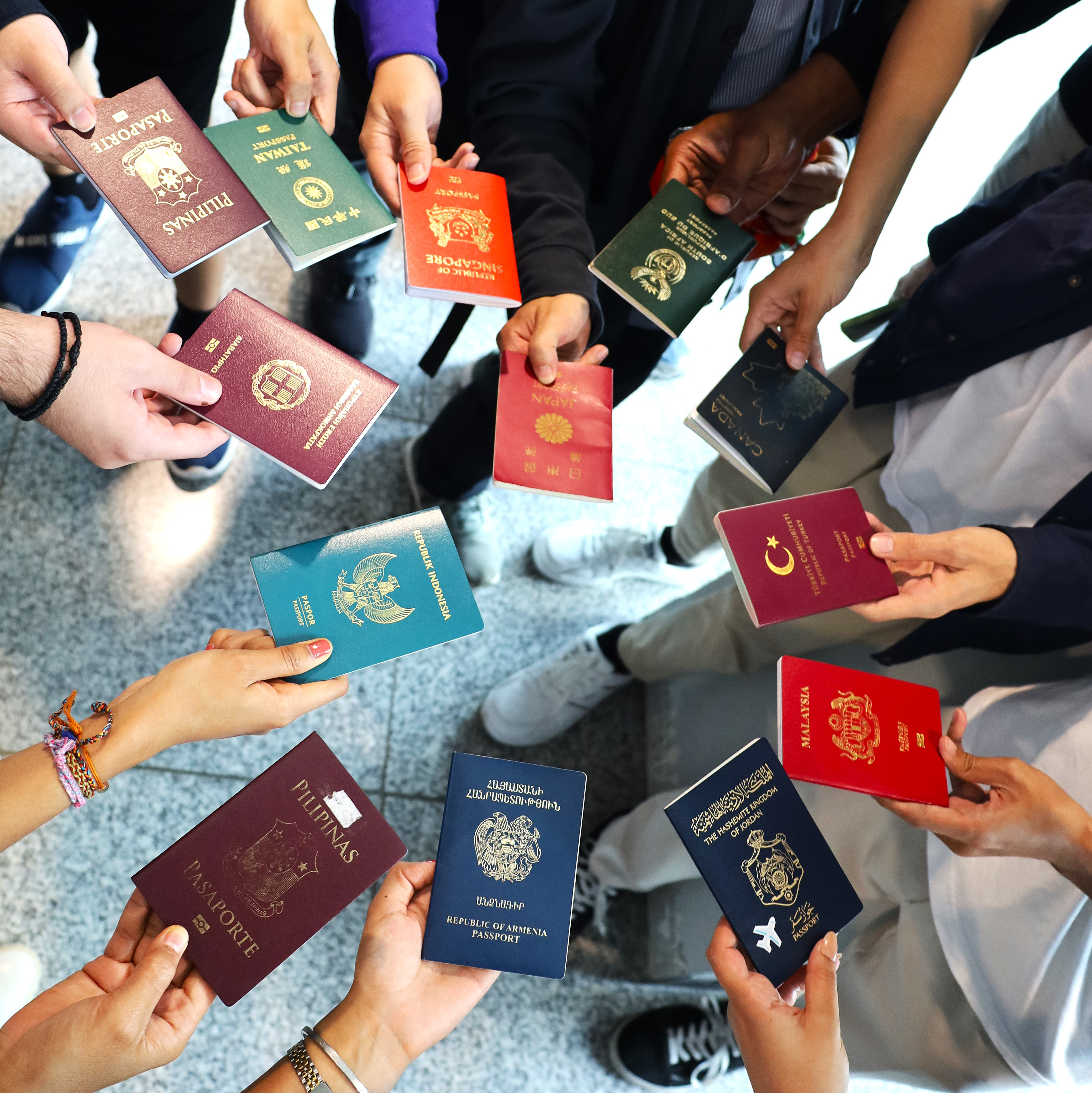
2024年8月にポーランドのカトヴィツェで開催されたウィキメディア国際カンファレンスウィキマニアに参加したメンバーのパスポート

通常、パスポートは出国者の属する政府によって発行される。

### 日本のパスポート
有効期間や用途などにより以下の5種類が存在し、それぞれ表紙の色が異なる。
- 一般旅券（5年用）：紺色
- 一般旅券（10年用）：赤色（臙脂色）
18歳未満の場合は5年用しか申請できない。
- 公用旅券：緑色
国会議員や公務員などが公務で渡航する場合に発行される。
- 外交旅券：茶色
皇族や閣僚・外交官などが公務で渡航する場合に発行される。
- 緊急旅券：紺色
在外公館において特別な理由により臨時で緊急に必要となる人のために発行される。

なお、日本の旅券保有率は2023年（令和5年）時点で17.0%である。

### 日本以外のパスポート・旅券
- アメリカ合衆国旅券 - 目的別に6種存在し色分けされる。

### ICパスポートの導入
ICAOは、パスポートの偽造防止・利用者の利便性向上のため、ICパスポート導入を検討し、2005年に国際規格を策定した。アメリカ同時多発テロ事件後のテロリズム対策の強化などもあり、各国はICパスポートの導入を進めている。
特にアメリカ合衆国連邦政府（アメリカ合衆国国土安全保障省出入国管理および市民権局）は、アメリカ同時多発テロ事件以降、テロリズム対策に伴う出入国管理強化の一環として、諸外国にパスポートへのICカード技術の導入を強力に求め、対応しない国家の国民には「ビザ免除プログラムの適用を認めない」態度をとっているため、生体認証のための情報などを、集積回路にデータを記録する動きが加速している。

### 各国の発行手数料
| 国家     | 発行手数料   | 発行手数料 |
| 国家     | 現地通貨     | 円換算     |
| -------- | ------------ | ---------- |
| 日本     | 16,000円     | 16,000円   |
| イギリス | 95ポンド     | 約14,000円 |
| アメリカ | 145米ドル    | 約16,000円 |
| フランス | 86ユーロ     | 約11,000円 |
| イタリア | 116ユーロ    | 約15,000円 |
| ドイツ   | 82ユーロ     | 約11,000円 |
| 韓国     | 53,000ウォン | 約5,000円  |
| 中国     | 120人民元    | 約2,000円  |

パスポート発行手数料は各国によってまちまちであり、価格改定も頻繁に行われる。一般的には年齢、ページ数、有効期限、申請方法などによって価格が異なり、別途料金がかかる場合もある。
日本の場合、都道府県の旅券事務所での人件費などが2,000円、パスポート作成費や情報管理費といった外務省の直接経費が4,000円、残り1万円は邦人保護費に充てられる。例として、2013年（平成25年）、日本人10名が犠牲になったアルジェリア人質事件で現地に派遣した政府専用機もこれに含まれる。

### セカンド・パスポート
パスポートといえば、通常は自国民に対して交付するパスポート（ナショナル・パスポート）が一般的だが、その他にもさまざまな種類のパスポート・渡航文書が存在する。
- 自国と関係の深い外国人らに便宜的に交付する外国人パスポート (Foreign Passport)
- 外国人に対し自国への再入国を担保（再入国許可）するために交付する再入国許可書（ナショナルパスポートに直接交付される再入国許可証とは違うもの）
- 難民条約・難民議定書に基づき、認定された難民に対し、難民を庇護している国家が交付する難民旅行証明書（日本では外務省ではなく法務省が発行）
- 朝鮮籍などいずれの国籍も持たない特別永住者に対して日本国法務省が発行する再入国許可書
- 敵視し合っている・交戦状態にある複数の国へ渡航する必要がある場合に申請する2冊目のパスポート[注釈 2]
- 互いに相手国の存在や主張を認めていない場合に、その地域を訪問するために、パスポートの代わりに利用される身分証明書
  - 韓国人が北朝鮮に渡航するための「訪問証明書」や「観光証」（開城、金剛山観光用）
  - 台湾人が中華人民共和国に渡航するための「台湾居民来往大陸通行証」（2015年より、集積回路が内蔵されたICカードに変更された）や、中国人が中華民国を訪問するための「中華民国台湾地区入出境許可証」がある。いずれも「一つの中国」政策に配慮して、ビザなどの押印ができるように冊子型の体裁を整えている。

また、政府以外の機関が「パスポートに相当する」と主張しているものとして、いくつかの非公的機関が旅券に偽したカモフラージュ・パスポートと呼ばれるものを提供している。発行元の非公的機関は、いくつかの国で、場合によってはビザの発行などが認められることもあると主張している。
多額の投資と一定期間の居住により市民権を得たあと、パスポートの発行を申請することができる国があると主張する業者も存在する。主な用途としては、租税回避、テロ回避（米国パスポートを所持していると、テロリストに狙われやすい）などが主張されている。

### 国際機関が発行する渡航文書
その職務の特殊性から、国際連合（レセパセ）・国際赤十字などの国際機関が発行する渡航文書も存在する。
- 国際連合通行証（英語版）（国連レッセ・パッセ、レセパセ) ‐ 高官用の赤色、Ｄ1以下職員用の青色がある。

## 特定国独自の取り扱い
国によっては政治的な問題により、パスポートの国籍や渡航記録だけで入国拒否されることがある。

### イスラエルとイスラム諸国の対立
- イスラエル
- イスラエルのパスポートで入国できない国
- イスラエルのパスポート、イスラエルのスタンプやビザを含むパスポートで入国できない国

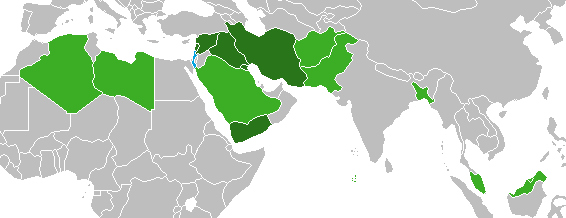

複数のイスラム国家で、イスラエルのパスポートによる入国が拒否されるだけでなく、パスポートにイスラエルの出入国スタンプや査証が残っている外国人も、入国拒否の対象となる（2013年1月からは、イスラエルの出入国スタンプは押されなくなった）。イスラエルは対抗して当該イスラム諸国民および各国に滞在した経験のある人を入国拒否している。
陸路でエジプトおよびヨルダンから入出国する場合、イスラエルの出入国スタンプがなくても、エジプトに入国してヨルダンから出国（あるいはその逆の経路）といったスタンプが残れば、両国の出入国過程において「イスラエルを通過した」ということで、入国を拒否される場合がある。

### アメリカ合衆国
アメリカ合衆国では短期の観光・商用目的の入国に際し、ビザ免除プログラムの適用でビザなしでの入国が可能であるが、その適用条件に米国独自の取り扱いが見られる。
アメリカ同時多発テロ事件を受け、2006年10月26日以降に発給されたパスポートは、ICパスポート（バイオメトリック・パスポート）でなければビザ免除プログラムを適用しないとアメリカ合衆国国土安全保障省が決定した。ただしそれ以前に発給されたパスポートも、機械読み取り式旅券であれば、同日以降もビザ免除プログラムの適用となりうる。
対応として、日本では2006年（平成18年）3月20日以降、ICパスポートの発給を開始している。また、それ以前の旅券も日本国内で発行された日本旅券は全て機械読み取り式旅券である。そのため、基本的にはこの決定がプログラムの適用の障害とはならない。ただし、帰国のための渡航書や緊急旅券を使う場合はビザが必要であるなど、臨時にICパスポートでないものが発行される場合は注意が必要といえる。
また、2010年9月以降、ビザ免除プログラムの適用を受けるには、電子渡航認証システム（ESTA）での承認（特別な事由を除いて、承認対象のパスポート有効期限、または承認後2年間のどちらか短い期間まで有効）が必須となった。申請に際して手数料14米ドルを徴収される（これは「旅行促進法」が3月に公布され、半年以内の施行が決定したことによるもの）。

### リビア

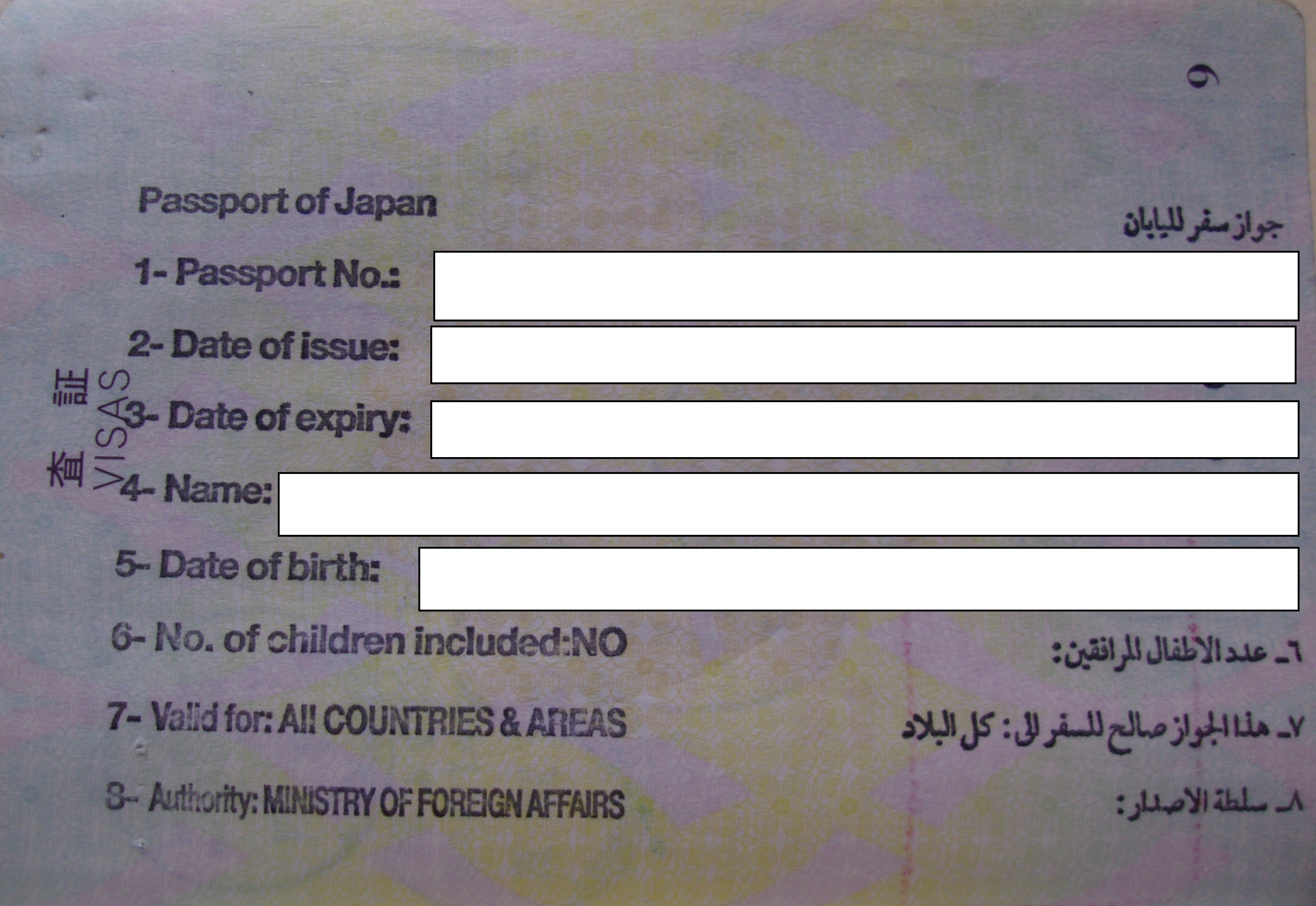
リビア渡航のためのアラビア語併記

大リビア・アラブ社会主義人民ジャマーヒリーヤ国では2007年11月以降に、アラビア語併記のないパスポートでの入国はできなくなり、リビアに入国するためには、あらかじめパスポートにアラビア語併記の手続きをしておく必要があった。カダフィ政権が崩壊し、リビア国となってからは、旅券のアラビア語併記の手続きは不要となっている。

## パスポートの代替

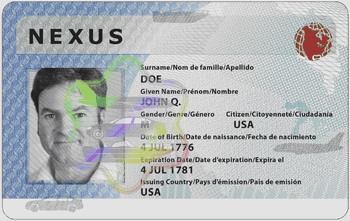
米国・カナダ間で通用するNEXUSカード。カナダのうちケベック州などフランス移民が多い地域ではフランス語しか通じないため、フランス語表記も併記

関係が良好で交流が盛んな国家間では、その他の身分証明書での入国が認められたり（例：欧州連合のシェンゲン協定加盟国）、パスポートによる出入国管理自体や国境検問所がなかったりする所もある。
また、独自の出入境管理を行っている香港では、居住者は所持を義務づけられているIDカード（香港IC身分証）で出入境が可能で、e-道という自動出入境ゲートがある（IC身分証を持っている香港在留資格のある外国人も利用できる）。
同様の自動出入境ゲートサービスが、オランダのアムステルダム・スキポール空港にも存在する。

## パスポートの管理

### パスポート盗難
世界において、日本国旅券は盗難の被害に遭いやすい。これは、日本が多くの国家と良好な外交関係を結んでおり、ビザなしで入国できる国家が多いことが挙げられる（「日本国民の査証要件」を参照）。外国でパスポートは「日本国民」であるという証明であり、世界で通用する身分証明書であるため、国外滞在中に紛失・盗難すると、在外公館で旅券の再発行、または帰国のための渡航書が発給されるまで、日本へ帰国できなくなる。
団体の代表者・引率者・添乗員らが、まとめて保管しているのは「盗難の格好の的」となるため、日本国政府は旅行会社に対し、添乗員らがパスポートを不用意に預かってはならないと指導している。

### 企業によるパスポートの管理
企業が外国人労働者を雇用する際に、失踪・脱走防止などの目的で、パスポートを強制的に取り上げ管理をすることが国際的な問題となっている。各国の国内法により、パスポートを所持人から強制的に取り上げて集中管理していた企業が、損害賠償責任を指摘された判決もある。

## パスポート・インデックス（パスポートランキング）
カナダのコンサルタント会社「ヘンリー&パートナーズ」は、国際航空運送協会（IATA）のデータをもとに『ヘンリー・パスポート・インデックス』を毎年発表している。ノービザ（査証免除待遇）での入国が可能な国家の数を1国につき1点で点数化（ビザ規制指数）して順位を決定し、その国家の国際的地位が分かるという。
国家の発展が遅れており、民主的でなく、武力衝突やテロリズムの発生する危険が高い国家ほど、ビザは免除されにくいといわれる。2025年1月時点のデータでは、ヘンリー・パスポート・インデックスの首位と最下位の格差は過去最大を記録した。
| 国名                                                                                 | ビザなしで渡航できる国・地域 |
| ------------------------------------------------------------------------------------ | ---------------------------- |
| シンガポール                                                                         | 195                          |
| 日本                                                                                 | 193                          |
| フィンランド フランス ドイツ イタリア 韓国 スペイン                                  | 192                          |
| オーストリア デンマーク アイルランド ルクセンブルク オランダ ノルウェー スウェーデン | 191                          |
| ベルギー ニュージーランド ポルトガル スイス イギリス                                 | 190                          |
| オーストラリア ギリシャ                                                              | 189                          |
| カナダ マルタ ポーランド                                                             | 188                          |
| チェコ ハンガリー                                                                    | 187                          |
| エストニア アメリカ合衆国                                                            | 186                          |
| ラトビア リトアニア スロベニア アラブ首長国連邦                                      | 185                          |

| 国名           | 点数 |
| -------------- | ---- |
| アフガニスタン | 26   |
| イラク         | 28   |
| シリア         | 29   |
| パキスタン     | 32   |
| イエメン       | 33   |
| ソマリア       | 34   |
| パレスチナ     | 37   |
| ネパール       | 38   |
| 北朝鮮         | 39   |
| コソボ リビア  | 40   |

## 文化
- 旅券の日 - 2月20日。1878年（明治11年）2月20日に、『海外旅券規則』が外務省布達第1号として制定された[30]。

### 派生的表現
「パスポート」は、国や地域の通行許可証という意味を拡張し、遊園地や施設の通行券や割引券、資格などの名称に使われている。
フリーパス
遊園地などで施設利用権つき入場券を「パスポート」と呼ぶことがある。複数の施設を利用できる券を「パスポート」と呼ぶこともある。なお、フリーパスは和製英語である。また、パスの語源はpassであり、パスポートの略ではない。正しい英語では、Unlimited Pass（無制限パス）と表記する。
資格
ITパスポートなど資格として「パスポート」が使われることがある。

### 規格
パスポートサイズ
パスポートの大きさを基準として、ビデオカメラ「ハンディカム」やバッグやトラベルノートなどのサイズとして「パスポートサイズ」という表現が用いられることがある。
また、パスポートに貼りつけられる証明写真のサイズが厳格に規格化されている（基準外の写真は申請受理してもらえない）ため、「パスポートサイズの写真」という表現が用いられることもある。